# Bulbophyllum neglectum
Bulbophyllum neglectum är en orkidéart som beskrevs av Jean Marie Bosser. Bulbophyllum neglectum ingår i släktet Bulbophyllum och familjen orkidéer. Inga underarter finns listade i Catalogue of Life.